# CD5L
CD5L (англ. CD5 molecule like) – білок, який кодується однойменним геном, розташованим у людей на короткому плечі 1-ї хромосоми.  Довжина поліпептидного ланцюга білка становить 347 амінокислот, а молекулярна маса — 38 088.
| 10         |  | 20         |  | 30         |  | 40         |  | 50         |
| ---------- |  | ---------- |  | ---------- |  | ---------- |  | ---------- |
| MALLFSLILA |  | ICTRPGFLAS |  | PSGVRLVGGL |  | HRCEGRVEVE |  | QKGQWGTVCD |
| DGWDIKDVAV |  | LCRELGCGAA |  | SGTPSGILYE |  | PPAEKEQKVL |  | IQSVSCTGTE |
| DTLAQCEQEE |  | VYDCSHDEDA |  | GASCENPESS |  | FSPVPEGVRL |  | ADGPGHCKGR |
| VEVKHQNQWY |  | TVCQTGWSLR |  | AAKVVCRQLG |  | CGRAVLTQKR |  | CNKHAYGRKP |
| IWLSQMSCSG |  | REATLQDCPS |  | GPWGKNTCNH |  | DEDTWVECED |  | PFDLRLVGGD |
| NLCSGRLEVL |  | HKGVWGSVCD |  | DNWGEKEDQV |  | VCKQLGCGKS |  | LSPSFRDRKC |
| YGPGVGRIWL |  | DNVRCSGEEQ |  | SLEQCQHRFW |  | GFHDCTHQED |  | VAVICSG    |

A: Аланін

C: Цистеїн

D: Аспарагінова кислота

E: Глутамінова кислота

F: Фенілаланін

G: Гліцин

H: Гістидин

I: Ізолейцин

K: Лізин

L: Лейцин

M: Метіонін

N: Аспарагін

P: Пролін

Q: Глутамін

R: Аргінін

S: Серин

T: Треонін

V: Валін

W: Триптофан

Задіяний у таких біологічних процесах як апоптоз, імунітет, запальна відповідь, поліморфізм. 
Локалізований у цитоплазмі.
Також секретований назовні.